# Piața Centrală din Ljubljana
Piața Centrală din Ljubljana (în slovenă Osrednja ljubljanska tržnica) este un complex comercial din Ljubljana (Slovenia). Clădirea pieței de pe malul râului, menționată uneori drept Piața Plečnik (în slovenă Plečnikova tržnica), a fost proiectată de arhitectul sloven Jože Plečnik între anii 1931 și 1939. Ea se întinde între Podul Triplu și Podul Dragonului, pe malul drept al râului Ljubljanica⁠(d). Piața comercială și Piața Vodnik⁠(d) (în slovenă Vodnikov trg), unde se află complexul, sunt monumente culturale de importanță națională. Clădirea pieței comerciale este parțial situată pe Splaiul Adamič–Lunder (Adamič-Lundrovo nabrežje) și în Piața Pogačar (Pogačarjev trg).

## Istoric
Cutremurul din 1895 a distrus o mănăstire veche, care adăpostea un colegiu și o bibliotecă diecezană pentru fete. Ruinele clădirii au fost dărâmate și apoi înlăturate, iar Piața Vodnik⁠(d) a fost astfel lărgită și a oferit spațiu pentru o piață comercială în aer liber. Arhitectul sloven Jože Plečnik (1872–1957) a elaborat în anul 1929 un plan de sistematizare urbanistică a centrului orașului Ljubljana. Implementarea sa completă nu a fost acceptată, dar, cu toate acestea, multe clădiri și construcții din oraș au fost realizate în conformitate cu viziunea urbanistică a lui Plečnik. Actuala clădire a pieței comerciale, proiectată de Plečnik, a fost construită între anii 1940 și 1942 de compania lui Matko Curk. Ea avea inițial o suprafață de 1.876 metri pătrați (20.190 sq ft).
Designul complexului reflectă influențe renascentiste. Complexul comercial a fost conceput ca o hală cu două etaje, ce urma cursul râului. Halele pieței au ferestre semicirculare mari pe partea cu vedere către râu (mai mari la etajul superior, unde peretele este tencuit, și mai mici la etajul inferior, unde peretele este format din blocuri de piatră neregulată), în timp ce în partea dinspre piețele Vodnik și Pogačar se află o colonadă. Pentru a oferi o vedere mai bună asupra râului, clădirea este întreruptă de două logii deschise cu coloane. Colonadele dinspre Podul Triplu se termină cu un chioșc, a cărui formă este inspirată din arhitectura lui Andrea Palladio. Acoperișul este format din plăci ondulate de beton.
Plečnik intenționa să umple golul din mijloc dintre halele pieței cu un pod acoperit monumental care urma să facă legătura cu Splaiul Petkovšek (Petkovškovo nabrežje), dar proiectul său nu a mai fost realizat. Intrarea pe pod urma să se facă printr-un spațiu acoperit susținut de arcade. Planul construirii unui pod a fost îndeplinit în cele din urmă în iulie 2010, atunci când a fost inaugurat Podul Măcelarilor nou proiectat.
În august 2021 Piața Centrală din Ljubljana a fost înscrisă ca parte a moștenirii Plečnik pe Lista Patrimoniului Mondial UNESCO.

## Activitatea comercială

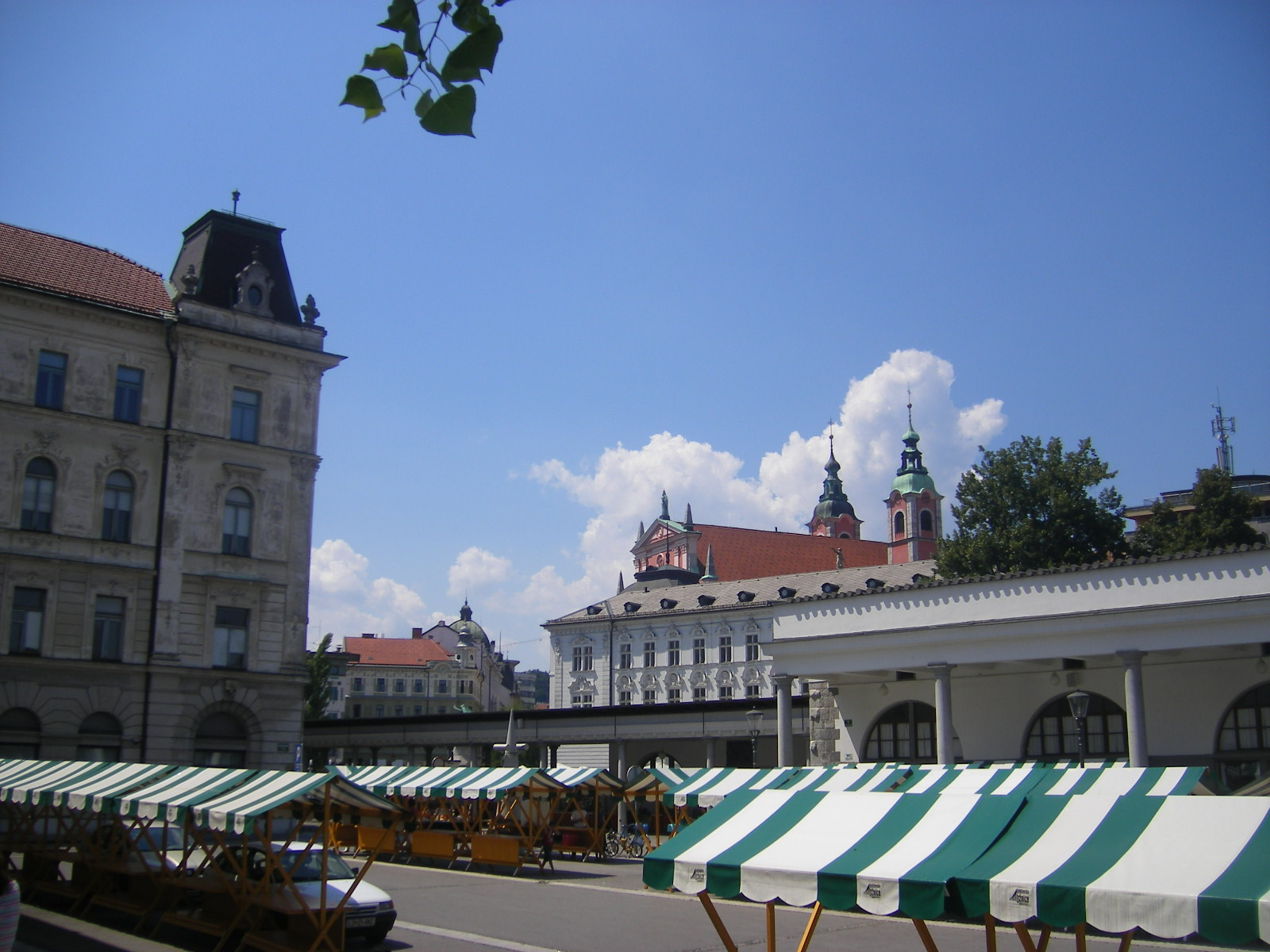
Spațiile comerciale în aer liber din Piața Pogačar

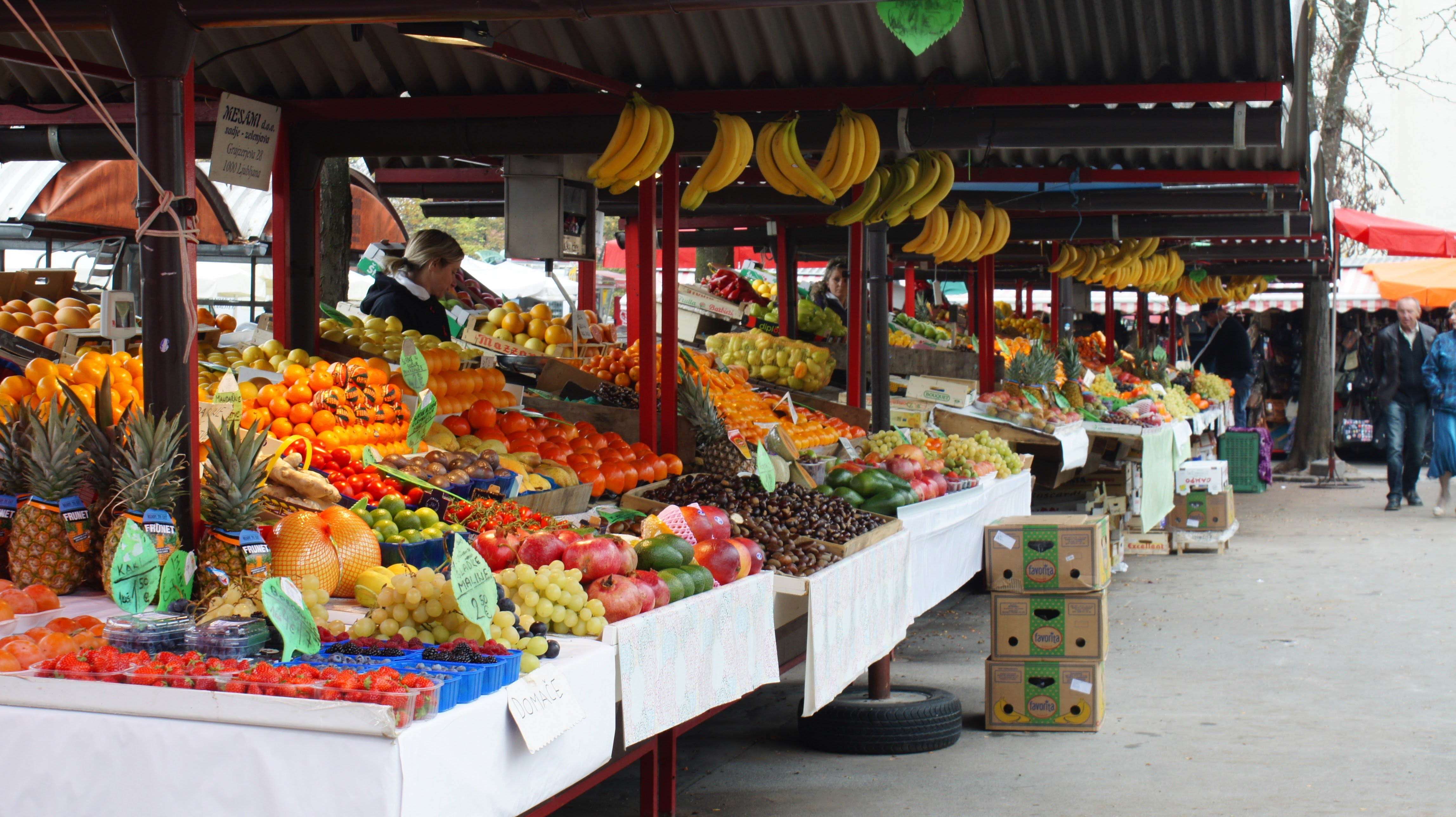
Tarabe de fructe din piață

Piața comercială este deschisă zilnic, cu excepția duminicii. Aici se află o piață de flori la intersecția dintre Piața Pogačar și Piața Vodnik⁠(d), o piață de pește și fructe uscate la nivelul inferior al halei și tarabe cu produse de brutărie, produse lactate și carne pe ambele niveluri. Colonada de la capătul Podului Triplu oferă spațiu pentru tarabele la care se vând ierburi, mirodenii și diverse produse artistice și meșteșugărești.

## Statut juridic
Începând din octombrie 2008, clădirile pieței comerciale au fost protejate provizoriu de către Ministerul Culturii din Slovenia, în timpul mandatului ministrului Vasko Simoniti⁠(d), ca monument cultural de importanță națională. Această decizie a fost anulată de succesoarea lui Simoniti, Majda Širca⁠(d), în februarie 2009. Protecția la nivel național a fost reconstituită trei ani mai târziu, în martie 2012, de Žiga Turk (ministrul educației, științei, culturii și sportului) pentru un an ca parte a planului de protecție a Sitului Arheologic Piața Vodnik. Decizia reconstituirii protecției spațiului pieței a fost contestată în iunie 2012 la Curtea Constituțională a Sloveniei⁠(d) de către Primăria orașului Ljubljana, cu scopul de a construi acolo o parcare⁠(d) subterană. Protejarea acestei zone a fost susținută de inițiativa civilă Nu Dăm Piața (Tržnice ne damo).